# Liste der Naturdenkmale in Birgel
Die Liste der Naturdenkmale in Birgel nennt die im Gemeindegebiet von Birgel ausgewiesenen Naturdenkmale (Stand 4. Juni 2024).

## Naturdenkmale
| Nr.         | Bezeichnung                     | Lage                                                  | Beschreibung                                                                      | Bild            |
| ----------- | ------------------------------- | ----------------------------------------------------- | --------------------------------------------------------------------------------- | --------------- |
| ND-7233-018 | Hubertuseiche                   | nordöstlich des Ortes; Abteilung Hasselt Lage         | Quercus robur, um 1750 gekeimt, 23 m hoch bei 2,5 m Brusthöhenumfang (Stand 1938) | Fotos hochladen |
| ND-7233-019 | Butterlei auf dem Hirschberg    | nordwestlich des Ortes; Abteilung Auf Hirschberg Lage | Dolomitfelsen; flächenhaftes Naturdenkmal, ca. 0,1 ha                             | Fotos hochladen |
| ND-7233-103 | Buntsandsteinfelsen „Auf Hardt“ | südöstlich des Ortes; Abteilung Auf Dünnenbüsch Lage  | Buntsandsteinfelsen; flächenhaftes Naturdenkmal, ca. 0,25 ha                      | Fotos hochladen |